# 대봉예
대봉예(大封裔, ？∼?)는 발해의 왕족이다. 한국의 문헌 기록에서 실전됐다가, 신라의 문신 최치원의 《사불허북국거상표》에 발해의 왕자라며 이름이 등장하여 20세기 이후 알려졌다.

## 생애
문헌에서는 실전되었지만 신라 사람 최치원(崔致遠)의 기록에 이름이 나타나 20세기 이후 알려졌다. 최치원의 《사불허북국거상표》에는 그를 왕자라고 적었지만, 누구의 아들인지는 확실히 기록되지 않았다. 그가 발해국의 왕 중 대현석, 대인선, 대위해 중 어느 왕의 아들인지는 구체적으로 알려진 것이 없다.
그는 당나라 황궁에서 조헌(朝獻)할 때의 자리에서의 순서가 발해의 사신이 신라의 사신보다 아래가 되자 이에 불만을 갖고 당나라에 항의하였으나, 받아들여지지 않았다. 구당서, 신당서에는 그의 이름이 나타나지 않아, 그 이후의 행적은 알려지지 않았다.